# Wallmow
Wallmow ist ein Ortsteil der Gemeinde Carmzow-Wallmow im Landkreis Uckermark in Brandenburg. Das Dorf hat knapp 300 Einwohner. Es liegt in der Nähe der Grenzen zu Mecklenburg-Vorpommern und Polen.
Für sein ökologisches und soziales Engagement bekam Wallmow 1999 den Landesumweltpreis verliehen, wurde Preisträger beim bundesweit ausgeschriebenen Tatorte-Wettbewerb und war Sieger im Wettbewerb „Unser Dorf hat Zukunft“.

## Geschichte
Die urkundliche Ersterwähnung des Ortes kann mit in villa Walmow  für das Jahr 1283 belegt werden.
Am 31. Dezember 2001 schlossen sich Carmzow und Wallmow zur neuen Gemeinde Carmzow-Wallmow zusammen.

## Bevölkerungsentwicklung
(Einwohnerzahlen für die gesamte Gemeinde Carmzow-Wallmow im Amt Brüssow zum 31. 12. des angegebenen Jahres – Ausnahme 2013: zum 30. 4. Ab 2011: Bevölkerungsfortschreibung auf Basis des Zensus vom 9. Mai 2011)
- 2008 - 692[2]
- 2011 - 662[3]
- 2012 - 650[4]
- 2013 - 651[5]
- 2017 - 636[6]
- 2022 - 606[7]

## Sehenswürdigkeiten
Baudenkmale

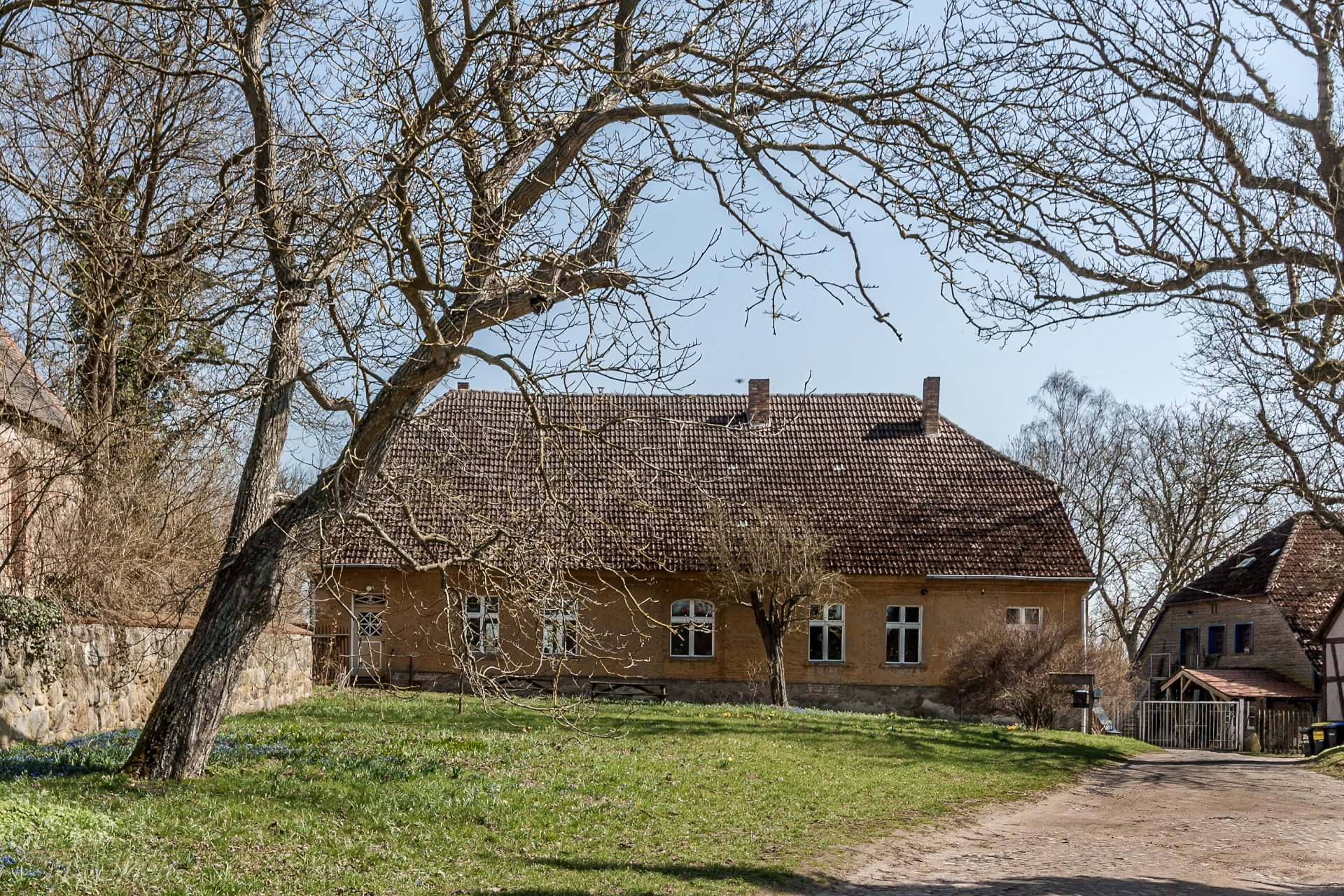
Pfarrgehöft in Wallmow (April 2018)

In der Liste der Baudenkmale in Carmzow-Wallmow sind für Wallmow drei Baudenkmale aufgeführt:
- Die aus der zweiten Hälfte des 13. Jahrhunderts stammende evangelische Kirche trägt einen Turmaufsatz, der von 1841 bis 1843 erbaut wurde.
- das Pfarrhaus (Dorfstraße  22)
- Die Hofanlage (Wallmow 6) besteht aus Wohnhaus, Stallscheune, Kleinviehstall und Resten der Hofpflasterung.

## Persönlichkeiten
- Friedrich Sarow (* 25. Februar 1905 in Wallmow; † 19. Juli 1983 in Schruns/Österreich) war ein deutscher Nationalökonom, Redakteur von Thüringer SPD- und SED-Zeitungen. Seit 1947 war er Leiter der Wirtschaftsabteilung der Zeitung "Telegraf" in Berlin.

## Verkehr
Der Haltepunkt Wallmow lag an der Bahnstrecke Prenzlau–Löcknitz.